# Piculus
Genre
Piculus est un genre comprenant 10 espèces de pics, endémique à la zone néotropicale.

## Liste des espèces
D'après la classification de référence (version 2.2, 2009) du Congrès ornithologique international (ordre phylogénique) :
- Piculus simplex – Pic à ailes rousses
- Piculus callopterus – Pic bridé
- Piculus leucolaemus – Pic à gorge blanche
- Piculus litae – Pic de Lita
- Piculus flavigula – Pic à gorge jaune
- Piculus chrysochloros – Pic vert-doré
- Piculus aurulentus – Pic à bandeaux